# Анна Попстефанова
Анна Георгиева Дамянова Попстефанова е българска театрална актриса и общественичка, участничка в акцията по спасяването на българските евреи.

## Биография
По време на Втората световна война живее със съпруга си Стефан Попстефанов, който е окръжен командир на полицията в Скопие. На 11 май 1943 г. еврейската общност в града е уведомена, че всички трябва да се съберат на ЖП гарата. Попстефанови, които са познати със семейство Кариос ги предупреждават, че не трябва да се изпълнява заповедта, а да се бяга. На 10 март Попстефанова, с помощта на адютанта на съпруга си, прибира семейство Кариос в апартамента си, където ги крие няколко дни. После ги укрива известно време в друг апартамент – този на Анна Сърчаджиева, в центъра на града. Четири дни по-късно семейство Кариос тръгва с файтон към Албания заедно с Попстефанови, за да са сигурни, че ще стигнат невредими. След Деветосептемврийския преврат през 1944 г. Стефан Попстефанов е екзекутиран. На 21 април 1983 г. израелската комисия към Държавния институт „Яд Вашем“ я провъзгласява за „Праведник на света“.